# Сент-Стивен (город, Миннесота)
Сент-Стивен (англ. St. Stephen) — город в округе Стернс, штат Миннесота, США. На площади 9,5 км² (9,5 км² — суша, водоёмов нет), согласно переписи 2002 года, проживают 860 человек. Плотность населения составляет 90,3 чел./км².
- FIPS-код города — 27-58090[1]
- GNIS-идентификатор — 0651056[2]